# The Comeback
The Comeback är en amerikansk komediserie från 2005 med bland annat Lisa Kudrow ifrån Vänner och svenska Malin Åkerman i huvudrollerna.

## Handling
Valerie Cherish (Lisa Kudrow), en före detta sitcomstjärna, försöker blåsa nytt liv i sin karriär. I sin desperation låter hon ett tv-team följa hennes kamp i dokusåpan The Comeback. Hela världen får nu följa den falnande skådespelerskans dråpliga prövningar för att få tillbaka fotfästet både yrkesmässigt och privat, allt medan kamerorna obönhörligt fortsätter att rulla. 
Även om Valerie är beredd att låta sitt liv exponeras för allmänheten så delar inte alla i hennes omgivning den inställningen. Både Valeries man Mark (Damian Young)  och hennes hushållerska Esperanza (Lillian Hurst)  känner sig vansinnigt obekväma och värjer sig för allt de är värda. Som tur är, är Valeries hårfrisör (Robert Michael Morris) Mickey desto mer positiv och spelar gärna ut inför kameran när han inte ägnar sig åt att bekymra sig för sin sjukvårdsförsäkring. Till Valeries stora glädje får hon en roll i Room and Bored, en ny komediserie om fyra unga sexiga singlar, men hon inser snart att hon inte är en av de fyra utan istället fått en biroll som den äldre Aunt Sassy. De unga sexiga singlarna spelas istället av ungdomarna Juna (svenska Malin Åkerman), Jesse (Jason Olive), Shayne (Kimberly Kevon Williams) och Chris (Kellan Lutz), som knappt nått högstadiet när Valeries stjärna stod som högst.